# Ri Yŏng Ho
Ri Yŏng Ho (kor. 리영호, ur. 5 października 1942, zm. lipiec 2012)– północnokoreański polityk i dowódca wojskowy, wicemarszałek Koreańskiej Armii Ludowej (kor. 차수), do lipca 2012 członek tak zwanej „drugiej generacji” elit polityczno-wojskowych Korei Północnej. Pozbawiony najważniejszych pełnionych stanowisk w dniu 15 lipca 2012, oficjalnie z powodu choroby, zdaniem specjalistów – najprawdopodobniej z powodu „wojny na górze” wśród przedstawicieli najwyższych władz KRLD.

## Kariera
Ri Yŏng Ho urodził się 5 października 1942 roku w powiecie T’ongch’ŏn (prowincja Kangwǒn). Syn Ri Pong Su, który według północnokoreańskiej historiografii jako żołnierz 88. Brygady Snajperów Armii Czerwonej (z siedzibą w Chabarowsku) walczył w Mandżurii u boku Kim Ir Sena oraz jego żony, Kim Dzong Suk. Absolwent Akademii Wojskowej im. Kim Ir Sena w Pjongjangu.
Zanim doszedł do najwyższych urzędów w KRLD, w karierze wojskowej był m.in. dowódcą szkoleniowych jednostki wojskowych i szefem sztabów na poziomie dywizji. Na stopień dwugwiazdkowego generała-porucznika (kor. 중장) awansowany w kwietniu 2002 roku. Deputowany Najwyższego Zgromadzenia Ludowego KRLD, parlamentu KRLD, począwszy od XI kadencji (tj. od września 2003 roku). Wtedy to, równolegle z objęciem mandatu parlamentarzysty, otrzymał awans na generała-pułkownika (kor. 상장) i stanął na czele Dowództwa Obrony Pjongjangu (zastąpił na tym stanowisku wicemarszałka Pak Ki Sŏ), zgrupowania wielkości korpusu, mającego bronić stolicę Korei Północnej w razie ewentualnego wybuchu drugiej wojny koreańskiej. Z tego względu stanowisko to uchodzi za jedno z najbardziej prestiżowych w Koreańskiej Armii Ludowej, m.in. obok dowódcy Sztabu Generalnego czy dyrektora Departamentu Politycznego KAL. Zdaniem ekspertów, w historii Korei Północnej dowódcami obrony Pjongjangu najczęściej zostawali generałowie mocno związani towarzysko lub rodzinnie z rządzącą Koreą Północną dynastią Kimów.
Od lutego 2009 roku czterogwiazdkowy generał (kor. 대장) i Szef Sztabu Generalnego Koreańskiej Armii Ludowej (poprzednik: gen. Kim Kyŏk Sik). We wrześniu 2010 otrzymał kolejny awans, na stopień wicemarszałka (kor. 차수), którym pozostaje do dziś. Również wtedy, na mocy postanowień 3. Konferencji Partii Pracy Korei 28 września 2010 roku został mianowany członkiem Biura Politycznego (a także wszedł w skład Komitetu Stałego, czyli ścisłego kierownictwa Biura), wiceprzewodniczącym Centralnej Komisji Wojskowej Komitetu Centralnego Partii Pracy Korei, a także po raz pierwszym zasiadł w samym KC.
W listopadzie 2010 roku Ri Yŏng Ho prawdopodobnie odegrał istotną rolę w zaplanowaniu i przeprowadzeniu ataku artyleryjskiej na należącą do Korei Południowej wyspę Yeonpyeong. W wyniku ostrzału dwie osoby zginęły, a 16 zostało rannych. Incydent zaostrzył i tak już napięte stosunki między oboma państwami Koreańskimi, które od chwili podpisania tymczasowego rozejmu, kończącego wojnę koreańską 27 lipca 1953, technicznie wciąż pozostającymi w stanie wojny.
W dniu 15 lipca 2012 Koreańska Centralna Agencja Prasowa niespodziewanie poinformowała, iż „decyzją Biura Politycznego Komitetu Centralnego Partii Pracy Korei, Ri Yŏng Ho został zdymisjonowany ze wszystkich stanowisk, które pełnił w Koreańskiej Republice Ludowo-Demokratycznej (...), z powodu choroby”.
Nagłe pozbawienie Ri Yŏng Ho wszystkich piastowanych funkcji wywołało bardzo wiele spekulacji wśród ekspertów i dziennikarzy zajmujących się północnokoreańskim reżimem, przede wszystkim na temat walki o schedę po Kim Dzong Ilu, mającej toczyć wśród najwyższych elit politycznych i wojskowych Korei Północnej. Wśród przynajmniej kilku teorii na temat faktycznych powodów pozbawienia Ri Yŏng Ho sprawowanych funkcji, pojawiły się nawet przypuszczenia, jakoby powodem jego eliminacji w aparatu władzy KRLD było fizyczne starcie (doniesienia mówiły nawet o strzelaninie) jego i jego ochroniarzy, ze stronnikami i samym Ch’oe Ryong Hae, pełniącym identyczne funkcje w Biurze Politycznym i Centralnej Komisji Wojskowej wicemarszałkiem bez faktycznego (w przeciwieństwie do Ri Yŏng Ho) doświadczenia wojskowego, którego kariera w aparacie władzy KRLD gwałtownie przyspieszyła we wrześniu 2010.
Po śmierci Kim Dzong Ila w grudniu 2011 roku, Ri Yŏng Ho znalazł się na bardzo wysokim, 4. miejscu w 233-osobowym Komitecie Żałobnym. Świadczyło to ono bardzo mocnej pozycji Ri Yŏng Ho w ścisłej elicie najwyższych władz KRLD, przynajmniej w okresie tuż po śmierci Kim Dzong Ila. Według specjalistów, miejsca na listach tego typu określały rangę polityka w hierarchii aparatu władzy.
Kawaler Orderu Kim Dzong Ila (luty 2012).